# Matilda a Scoției
Matilda a Scoției (c. 1080 – 1 mai 1118), născută Edith, a fost regină consort a Angliei ca prima soție a regelui Henric I al Angliei.

## Primii ani

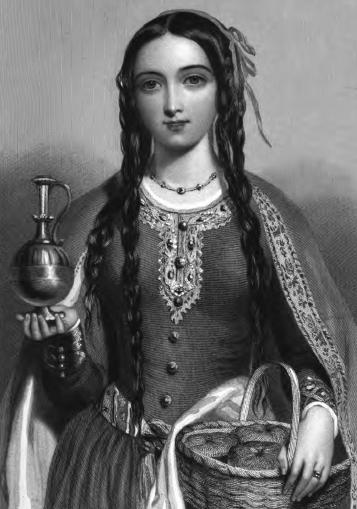
Matilda a Scoției

Matilda s-a născut în jurul anului 1080 la Dunfermline, ca fiică a regelui Malcolm al III-lea al Scoției și a soțiie acestuia, Margareta de Wessex, descendentă a regilor anglo-saxoni. A fost botezată Edith iar naș i-a fost Robert Curthose, Duce de Normandia. Regina Matilda, soția regelui William Cuceritorul, a fost, de asemenea, prezentă la botez la nașă.
Gestul micuței Matilda de a o trage pe regina Matilda de coafură a fost privit ca pe un semn că într-o zi și ea va deveni regină.
Când avea în jur de șase ani, Matilda (sau Edith) și sora ei Maria au fost trimise la mănăstirea Romsey, în apropiere de  Southampton, unde mătușa lor Cristina era stareță. În timpul șederii ei la Romsey și, cu ceva timp înainte de 1093, la mănăstirea Wilton, Matilda și-a început educația, ambele instituții fiind cunoscute pentru acest lucru.  Educația ei a mers dincolo de preocupările feminine standard. Acest lucru nu a fost de mirare, mama ei fiind o mare iubitoare de cărți. Fiicele ei au învățat engleză, franceză, latină și erau suficient de educate pentru a citi Sf. Augustin și Biblia.
Prințesa scoțiană a devenit o potențială mireasă mult-căutată; a refuzat propunerea de la William de Warenne, al 2-lea conte de Surrey și de la Alan Rufus, Lord de Richmond. 
În 1093, părinții ei au logodit-o cu Alan Rufus, Lord de Richmond, unul din numeroșii ei pețitori. Totuși, înainte ca nunta să aibă loc, tatăl ei a intrat într-o dispută cu William Rufus (William al II-lea al Angliei). În replică, el a jefuit domeniile regelui englez unde a fost surprins de Robert de Mowbray, Conte de Northumbria, care l-a ucis pe Malcolm și pe fiul acestuia, Eduard. Auzind de moartea soțului și a fiului ei, Margareta care era deja bolnavă, a murit la 16 noiembrie. Acum Edith era orfană. A fost abandonată de logodnicul ei care s-a logodit cu fiica lui Harold Godwinson, Gunhild de Wessex. Totuși, el a murit înainte de căsătorie.
Matilda a părăsit mănăstirea în 1093, când Anselm, arhiepiscop de Canterbury, a scris episcopului de Salisbury spunându-i ca fiica regelui Scoției să se întoarcă la mînăstirea de unde venise. Ea nu s-a întors la Wilton și, până în 1100, există o lipsă de informații în cronici în legătură cu viața Matildei.

## Căsătorie
După misterioasa moarte a lui William al II-lea în august 1100, imediat, fratele lui, Henric, a preluat tronul. Următoarea lui sarcină a fost de a se căsători și alegerea lui Henric a fost Matilda. 
Pentru că Matilda și-a petrecut cea mai mare din viață într-o mănăstire, au existat unele controverse dacă ea a fost călugăriță și, astfel, canonic neeligibilă pentru căsătorie. Henric a cerut permisiunea pentru căsătorie de la arhiepiscopul Anselm, care s-a întors în Anglia în septembrie 1100, după un exil lung. Anselm a numit un consiliu de episcopi, în scopul de a determina legalitatea canonică a căsătoriei propuse. Matilda a mărturisit că nu a făcut jurăminte sfinte, insistând asupra faptului că părinții ei au trimis-o pe ea și pe sora ei în Anglia în scopuri educaționale. Consiliul a ajuns la concluzia că Matilda nu a fost călugăriță, și că nu asta a fost intenția părinților ei, acordând permisiunea pentru căsătorie.
Mama Matildei a fost sora lui Edgar Ætheling, rege proclamat dar neîncoronat al Angliei, și prin el, Matilda era descendenta regelui Edmund al II-lea al Angliei.
După ce Matilda și Henric au fost căsătoriți la 11 noiembrie 1100 la Westminster Abbey de arhiepiscopul Anselm de Canterbury, ea a fost încoronată regină sub numele de "Matilda". Ea a născut o fiică, Matilda, născută în februarie 1102 și un fiu, William, alintat "Adelin", în noiembrie 1103. 